# Shadow the Hedgehog
Jeż Shadow – fikcyjna postać z serii gier komputerowych Sonic the Hedgehog wyprodukowanej przez Segę. Jest antybohaterem i w pewnym sensie przeciwieństwem Sonica. Imię postaci nawiązuje do mrocznego charakteru, osobowości oraz wyglądu tego bohatera. Został stworzony w laboratorium przez profesora Geralda Robotnika z DNA obcej istoty zwanej Black Doom.
Bohater zadebiutował w grze Sonic Adventure 2, po wydarzeniach związanych z kolonią kosmiczną ARK pojawił się jako członek Team Dark w grze Sonic Heroes. Od czasu swojego debiutu Shadow pojawił się w wielu grach, w tym w jednej całkowicie poświęconej jego osobie, Shadow the Hedgehog. Dodatkowo pojawił się jako członek GUN w grze Sonic the Hedgehog.
Postać została zaprojektowana przez Yujiego Uekawę.

## Osobowość
Shadow jest postacią wyalienowaną, chadzającą własnymi ścieżkami. Jego umiłowanie samotności przewyższa nawet skłonności Knucklesa. Również tak jak on, Shadow bywa nieuprzejmy, twardy, zaczepny i kpiący, choć sam zachowuje przy tym opanowanie – w przypadku niepowodzeń nie wybucha złością: tłumi emocje w sobie, by zwrócić to, czym go zraniono z nawiązką.
Jest osobą cichą i małomówną. Shadow nie cofnie się przed niczym, aby wypełnić złożoną obietnicę: wyjątkowo lojalny i równie bezwzględny – zrobi wszystko, by osiągnąć swój cel, nawet jeśli wymaga to uśmiercenia kogoś (przedstawione w grze Shadow the Hedgehog). Podejmuje służbę u Eggmana, gdyż jest świadomy, iż pomoże mu to wypełnić plan Geralda Robotnika oraz swój własny: zemstę na ludzkości, aby świat cierpiał tak jak oni po stracie Marii.
Mimo wszystko posiada uczucia, które z początku ignoruje zaślepiony żądzą zemsty. Dowodem na to jest głębokie uczucie, jakie żywi do Marii oraz ostateczny jego wybór względem świata w Sonic Adventure 2.

## Historia
Shadow został stworzony przez profesora Geralda Robotnika, dziadka Doktora Eggmana, na stacji kosmicznej ARK wykorzystując do tego celu DNA Black Dooma, aby ten był wykonawcą jego planu zemsty. Według prowadzonego przez Robotnika dziennika pracował on nad istotą, która miała pomagać ludzkości (wcześniejszą formą jest Biolizard, z którym bohaterowie walczą na stacji 50 lat później). Jego powstanie wywołało niepokój wśród władz (dokładniej – organizacji G.U.N.) przed nieoczekiwanymi konsekwencjami przeprowadzanych eksperymentów, a więc wzrostem potęgi profesora badającego sferę nieśmiertelności, a zarazem twórcy istoty całkowicie będącej mu posłuszną. Dlatego też wydano rozkaz przejęcia stacji i zamknięcia prac nad projektem.
Shadow widzi śmierć swojej najlepszej, a zarazem jedynej przyjaciółki Marii, wnuczki profesora, gdy ta pragnie zapobiec jego schwytaniu. Obraz tej śmierci długo dręczył czarnego jeża stając mu nieustannie przed oczyma. W Sonic Adventure 2 oraz Sonic X odczuwa ulgę, spełniając życzenie Marii co do ratowania świata, z kolei w grze Shadow the Hedgehog bohater sam postanawia pogodzić się z przeszłością i zapomnieć o minionym bólu. Sama Maria wspominana jest w prawie wszystkich grach z jego udziałem, z wyjątkiem gry Sonic Riders, gdzie Shadow nie gra kluczowej roli.
W serii komiksowej historia Shadowa nie ulega zbyt dużej zmianie, w przeciwieństwie do stosunków między Sonikiem a Shadowem.

## Umiejętności
Shadow, tak samo jak Sonic, posiada niezwykłą szybkość oraz zwinność i właściwie jest w stanie zrobić praktycznie wszystko, co potrafi niebieski jeż. Oprócz tego posiada niezwykłą siłę. Jego standardową umiejętnością jest „kontrola chaosu” (ang. Chaos Control), którą wykorzystuje do zatrzymania czasu. Aby jednak mógł on skorzystać z tej umiejętności, musi być w posiadaniu Szmaragdu Chaosu. Nie jest to jednak regułą w serii: w grach Shadow the Hedgehog oraz Sonic Battle jeż może wykonać kontrolę chaosu bez udziału szmaragdów.
Oprócz tego Shadow nie gardzi bronią konwencjonalną i zdecydowanie potrafi zrobić z niej użytek: w grze Shadow the Hedgehog, korzysta on z szerokiego arsenału broni konwencjonalnej, włączając w to broń maszynową, stacjonarną, wyrzutnie rakiet i pojazdy opancerzone. Dodatkowo potrafi skupić w sobie energię chaosu i w błyskawicznym tempie ją odrzucić. W efekcie wygląda to jak wybuch małej bomby atomowej, nazywany przez niego „wybuchem chaosu” (ang. Chaos Blast).
Shadow korzysta również z umiejętności zwanej „włócznią chaosu” (ang. chaos spear): jest to skupiona energia chaosu ukierunkowana na konkretny cel. Właściwościami i kształtem przypomina piorun. Potrafi się też teleportować.

## Ubiór
Shadow w większości gier z jego udziałem nosił białe rękawiczki, białe buty z czerwonymi podeszwami i czarnymi piętami, oraz złote pierścienie na rękach i nogach (prawdopodobnie blokują nadmiar mocy w jego ciele), ale w kilku grach (Zero Gravity, Free Riders) ubiór Shadowa uległ zmianie. W Zero Gravity Shadow nosił niebieskie okulary ochronne, a na jednej nodze srebrny pierścień z zielonymi kamieniami. Jego buty sprawiały wrażenie pokrytych łuskami i pozwalały czarnemu jeżowi latać.

## Super Shadow
Super Shadow jest potężniejszą formą Shadowa, którą osiąga on dzięki mocy siedmiu Szmaragdów Chaosu. Jego ciało nabiera wtedy złocistego koloru, co upodabnia go do Super Sonica. Transformacja sprawia zwykle, że włosy (kolce) unoszą się do góry, ponieważ kolce Shadowa są ułożone w tym kierunku naturalnie, to ich kształt oraz uczesanie nie ulega zmianie, jak ma to miejsce np. u Sonica.

## Związki z postaciami
Nastawienie Shadowa do Dr. Eggmana jest całkiem odmienne niż w przypadku innych postaci. Mianowicie nie traktuje go on ani jako przyjaciela, ani jak wroga. Woli bardziej mediacje, umowy i pakty w zależności od zaistniałej sytuacji. Ponieważ plany dominacji nad światem doktora nie są dla Shadowa interesujące, to potrafi on bronić swoich racji oraz zamierzeń. Mimo wszystko ich relacje są nacechowane wzajemnym szacunkiem względem swoich umiejętności, czego wyrazem jest fakt, iż Shadow zwraca się do niego per „doktorze”, nie zaś za pomocą jego pseudonimu/przezwiska „Eggman”.
W grach głównym oponentem Shadowa jest Sonic, głównie z tego powodu, iż tylko on może (i czyni to) stanąć mu na drodze. Dochodzi więc do wielu pojedynków tych dwojga, co staje się niemal regułą w trakcie ich pierwszych spotkań. Wkrótce obaj nabierają szacunku do swoich umiejętności, a ich nastawienie względem siebie przeradza się w rywalizację. Gdy zagłada świata wydaje się nieunikniona Shadow staje się biernym obserwatorem nadchodzącej klęski przyjaciół, gdy jednak zdaje sobie sprawę z tego, iż nie zagłada świata jest jego celem, podejmuje współpracę z bohaterami, poświęcając swoje życie. Mimo to Shadow nie umiera.
Omega jest sprzymierzeńcem Shadowa. Choć z początku nie byli do siebie przyjaźnie nastawieni, to jednak zmienia się to wraz z rozwojem wypadków i tych dwoje staje do walki. W Sonic Heroes wraz z Rouge tworzą jedną drużynę, żeby się zmierzyć z Eggmanem, zaś w Shadow the Hedgehog Omega pomaga jeżowi w kilku neutralnych misjach, w Sonic the Hedgehog Omega przybył z pomocą, żeby powstrzymać Mephilesa, następnie jak spotykają Rouge, tworzą też jedną drużynę, żeby się zmierzyć z Mephilesem.

## Sonic Heroes
Po incydencie, który miał miejsce w grze Sonic Adventure 2, Rouge wtargnęła do bazy Eggmana, następnie go zauważyła, gdy go i uwalniała z kapsuły, który zaginął po wydarzeniach związanych z kolonią kosmiczną ARK pod koniec gry Sonic Adventure 2, włączyła Omegę i rusza do ataku, żeby zniszczyć bazę Eggmana, następnie Rouge ich prosiła, żeby przestali, a potem się pogodzili, mówiła im, że są drużyną, a następnie rusza w świat, żeby powstrzymać Eggmana, nagle gdy Shadow z całą drużyną zauważył Neo Metal Sonica, który się zmienił w potężnego metalopodobnego potwora Metal Madnessa, po jego pokonaniu zmienia się w Metal Overlorda, a po jego pokonaniu zmienia się w Metal Sonica i Omega go trzyma rannego.

## Sonic X
W serialu Sonic X następują silne implikacje względem jego nieśmiertelności, jednak jego los pozostaje nieznany (z silnym wskazaniem na jego śmierć) w rozwiązaniu sagi Sonic Adventure 2. W trzeciej serii jest postacią cieplejszą, choć nadal lojalną względem Eggmana.
Shadow jest mniej agresywny, lecz nadal jest postacią cokolwiek brutalną. Zabicie Cosmo będącej mimowolnym szpiegiem Metarexów, może według niego rozwiązać problem inwigilacji. Gdy Tails staje w jej obronie, uprzedza go, iż nie chce zabić ich obojga.